# لاري ميرفي
لاري ميرفي هو لاعب هوكي الجليد كندي، ولد في 8 مارس 1961 في سكاربورو، تورنتو في كندا.

## وصلات خارجية
- لاري ميرفي على موقع دوري الهوكي الوطني (الإنجليزية)
- لاري ميرفي على موقع EliteProspects.com (الإنجليزية)
- لاري ميرفي على موقع HockeyDB.com (الإنجليزية)
- لاري ميرفي على موقع Hockey-Reference.com (الإنجليزية)